# Čusto Brdo
Čusto Brdo är ett samhälle i Bosnien och Hercegovina.   Det ligger i entiteten Federationen Bosnien och Hercegovina, i den centrala delen av landet, 80 km norr om huvudstaden Sarajevo. Čusto Brdo ligger 208 meter över havet och antalet invånare är 322.
Terrängen runt Čusto Brdo är huvudsakligen lite kuperad. Čusto Brdo ligger nere i en dal. Närmaste större samhälle är Zavidovići, 10,2 km sydost om Čusto Brdo. 
I omgivningarna runt Čusto Brdo växer i huvudsak lövfällande lövskog. Runt Čusto Brdo är det ganska tätbefolkat, med 93 invånare per kvadratkilometer.